# Felsentreppe (Pirmasens)

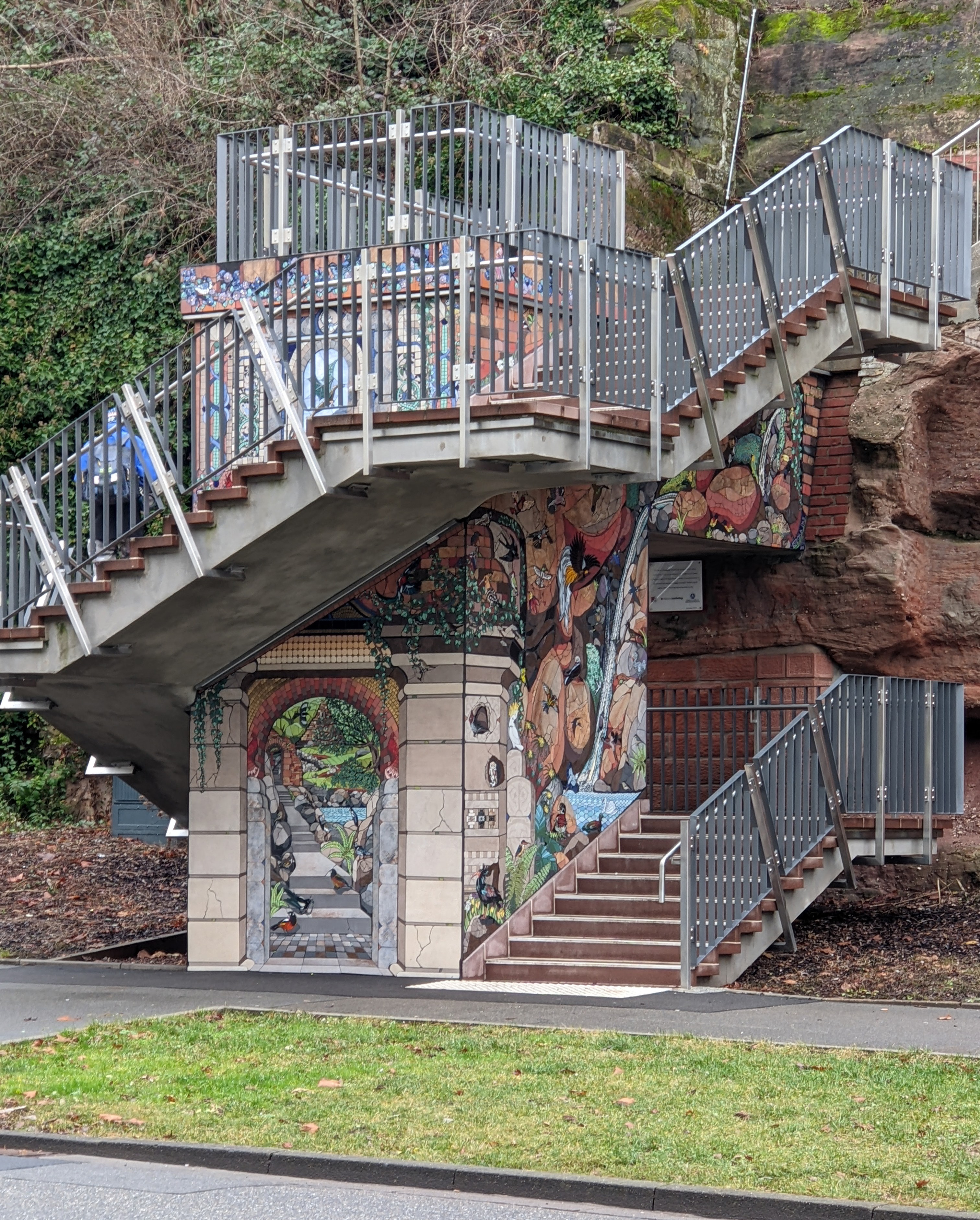
Felsentreppe Pirmasens

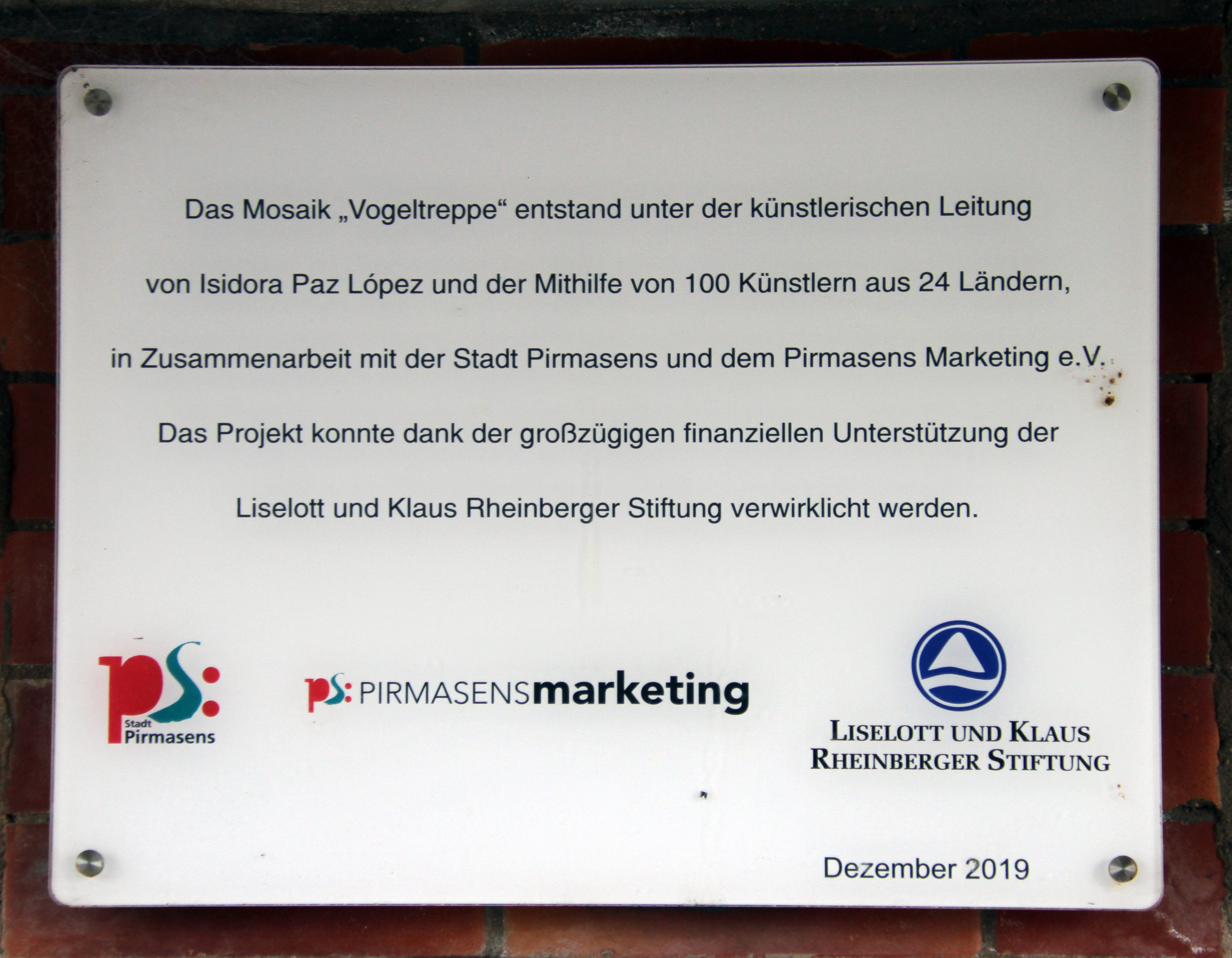
Tafel an der Vogeltreppe

Die Felsentreppe oder Vogeltreppe in Pirmasens ist ein Verbindungsweg, der für den Fußgängerverkehr die Schäferstraße mit der Bahnhofstraße angelegt wurde.
Die Felsentreppe ist 2019 zu einem Kunstwerk geworden, an dem für Pirmasens und ganz Deutschland 100 Künstler aus 24 Ländern beteiligt waren in Zusammenarbeit mit der Stadt Pirmasens und der Pirmasens Marketing e.V. Die Liselott und Klaus Rheinberger Stiftung stellte hierfür die finanziellen Mittel zur Verfügung.
Die heutige die Schäferstraße mit der Bahnhofstraße verbindende Felsentreppe wurde 1909 gebaut. Diese Künstler verwandelten die schmucklos funktionale Felsentreppe in der Schäferstraße mit Mosaiken aus Keramik u. a. aus der Tier- und Pflanzenwelt in ein Kunstwerk. Der bisher schmucklose Betonturm erhielt so seine Verzierung. Weil viele Vögel dargestellt sind, wird sie auch Vogeltreppe genannt. Rund 10.000 Arbeitsstunden wurden hierzu aufgewandt. Die Leitung hatte die chilenische Künstlerin Isidora Paz López, die auch die Idee dazu hatte. Am 8. Dezember 2019 wurde die Felsentreppe offiziell enthüllt. Das Mosaik ist wohl das größte in Rheinland-Pfalz. Es misst insgesamt 70 Quadratmeter.